# Ириней (Боголюбов)
Епископ Ириней (в миру Иван Иванович Боголюбов; 18 (30) апреля 1804, с. Заколпье, Белозерский уезд, Новгородская губерния — 8 (20) мая 1860) — епископ Русской православной церкви, епископ Екатеринбургский, викарий Пермской епархии.

## Биография
Родился 18 апреля 1804 года в селе Заколпье Белозерского уезда в семье священника. Первоначальное образование получил под руководством старшей сестры, память о которой сохранил до конца своих дней. Обучался в Белозерском духовном училище, затем поступил в Новгородскую духовную семинарию, которую окончил в 1825 году по первому разряду.
Любимый ученик тогдашнего ректора семинарии, архимандрита (впоследствии архиепископа) Игнатия Семёнова, он отказался от поступления в академию и остался при архимандрите Игнатии, занимаясь религиозно-нравственными сочинениями и посещением уроков Игнатия по богословию; затем 6 сентября 1825 года определён лектором греческого языка в Новгородской духовной семинарии и одно время преподавал и еврейский язык.
С молодых лет он желал стать монахом, но по воле престарелых своих родителей женился и 26 марта 1827 года рукоположён во священника в город Устюжну и назначен учителем Устюженского духовного училища.
В 1828 году, когда архимандрит Игнатий был назначен на Олонецкую кафедру, он 1 ноября 1828 года перевел отца Иоанна в Петрозаводск к кафедральному собору, затем назначил его экзаменатором ставленников и учителем высшего отделения Петрозаводского уездного духовного училища.
31 октября 1829 года определён инспектором Петрозаводского уездного духовного училища.
С 18 сентября 1830 года — попечитель Олонецкого епархиального попечительства.
В январе 1831 года назначен экономом Олонецкого архиерейского дома.
Овдовев, 5 апреля 1831 года пострижен в монашество с именем Ириней.
С 1832 года — член Олонецкой духовной консистории.
С 10 ноября 1833 года — смотритель Петрозаводского уездного и приходского духовных училищ.
Он был деятельным сотрудником епископа Игнатия по устройству новоучреждённой епархии и по миссионерской деятельности среди старообрядцев.
30 сентября 1841 года возведён в сан архимандрита без управления монастырём.
В 1843 году перешёл вместе с преосвященным Игнатием в Донскую епархию. С 15 февраля 1843 года — член Новочеркасской духовной консистории и благочинный монастырей.
После перевода архиепископа Игнатия в Воронежскую епархию перемещён 18 сентября 1847 года на те же должности в Воронежскую епархию.
30 апреля 1851 года, по смерти архиепископа Игнатия, назначен настоятелем Валдайского Иверского монастыря и членом Новгородской духовной консистории.
С 30 сентября 1853 года — наместник Александро-Невской лавры.
17 января 1860 года хиротонисан во епископа Екатеринбургского, викария Пермской епархии.
Скончался 8 мая 1860 года. Был погребён в Богоявленском кафедральном соборе, впоследствии разрушенном.
2 июля 2008 года в Екатеринбурге во время ремонта дороги на Площади 1905 года, на месте разрушенного собора, были обнаружены захоронения, среди которых, предположительно, находятся и останки епископа Иринея.

## Сочинения
- Воспоминания об Игнатии, архиепископе Воронежском и Задонском.
- «Собрание слов». - СПб, 1850.